# Grand Prix-wegrace der Naties 1951
De Grand Prix-wegrace der Naties 1951 was de achtste en laatste race van wereldkampioenschap wegrace voor motorfietsen in het seizoen 1951. De races werden verreden op 9 september 1951 op het Autodromo Nazionale di Monza nabij Monza in de Italiaanse regio Lombardije. In deze Grand Prix kwamen alle klassen aan de start, maar de wereldtitels in de 350cc-klasse en de 500cc-klasse waren al eerder beslist.

## Algemeen
Voor Geoff Duke was de GP des Nations slechts een formaliteit, want hij was al wereldkampioen in de 350- en de 500cc-klasse. In de 250cc-klasse vormde Tommy Robb nog een kleine bedreiging voor Bruno Ruffo en in de 125cc-klasse konden rekenkundig nog acht coureurs wereldkampioen worden. Gianni Leoni en Guido Leoni waren echter al overleden, maar als de top acht geen punten scoorden, was Gianni postuum wereldkampioen omdat hij een overwinning had gescoord en Carlo Ubbiali niet. In de zijspanklasse was de spanning het grootst: daar stonden de combinaties Eric Oliver/Lorenzo Dobelli en Ercole Frigerio/Ezio Ricotti ex aequo aan de leiding met 26 punten.

### Duitse deelname
Begin 1950 had de FIM al bekendgemaakt dat men Duitsland weer wilde toelaten tot internationale races, maar Nederland en België hadden daar een stokje voor gestoken. Ook in dit seizoen namen er geen Duitsers deel, tot aan de GP des Nations, want hier verscheen Roland Schnell met een 350cc-Parilla aan de start. Waarschijnlijk kon dat omdat de FIM in haar najaarscongres al had besloten de Duitsers vanaf het seizoen 1952 weer toe te laten en mocht Schnell daar al een voorschot op nemen.

## 500cc-klasse
De 500cc-race werd een succes voor het team van Gilera, dat met Alfredo Milani, Umberto Masetti en Nello Pagani een grote voorsprong nam op de Norton Manx van Geoff Duke. Voor Duke was dat allemaal niet belangrijk, hij hoefde slechts enkele punten te scoren om de constructeurstitel voor Norton zeker te stellen, want hij was al wereldkampioen.
| Pos | Coureur          | Merk       | Tijd      | Punten |
| --- | ---------------- | ---------- | --------- | ------ |
| 1   | Alfredo Milani   | Gilera     | 1:11"24'3 | 8      |
| 2   | Umberto Masetti  | Gilera     | +48'8     | 6      |
| 3   | Nello Pagani     | Gilera     | +49'9     | 4      |
| 4   | Geoff Duke       | Norton     | +1"07'5   | 3      |
| 5   | Bruno Ruffo      | Moto Guzzi | +1"27'6   | 2      |
| 6   | Bill Doran       | AJS        | +1"32'1   | 1      |
| 7   | Libero Liberati  | Gilera     | +1"56'6   |        |
| 8   | Jack Brett       | Norton     | +1 ronde  |        |
| 9   | Carlo Bandirola  | MV Agusta  | +1 ronde  |        |
| 10  | Reg Armstrong    | AJS        | +1 ronde  |        |
| 11  | Johnny Lockett   | Norton     | +2 ronden |        |
| 12  | Ray Amm          | Norton     | +2 ronden |        |
| 13  | Dante Bianchi    | Moto Guzzi | +2 ronden |        |
| 14  | Giuseppe Colnago | Gilera     | +2 ronden |        |
| 15  | Bill Petch       | AJS        | +2 ronden |        |
| 16  | Giulio Galbiati  | Moto Guzzi | +4 ronden |        |
| 17  | Facchinetti      | Gilera     | +4 ronden |        |

| Coureur                  | Merk       |
| ------------------------ | ---------- |
| Ken Kavanagh             | Norton     |
| Arciso Artesiani         | MV Agusta  |
| Edouard Texidor          | Norton     |
| Jacques Drion            | Norton     |
| Arthur Wheeler           | Norton     |
| Bob Matthews             | Norton     |
| Eric Oliver              | Norton     |
| Ernie Thomas             | Norton     |
| Humphrey Ranson          | Norton     |
| Les Graham               | Norton     |
| Leslie Harris            | Norton     |
| Bruno Bertacchini        | MV Agusta  |
| Enrico Lorenzetti        | Moto Guzzi |
| Felice Benasedo          | Moto Guzzi |
| Francesco Guglielminetti | Gilera     |
| Tito Forconi             | Norton     |
| Rod Coleman              | Norton     |

| Coureur            | Merk       | Oorzaak |
| ------------------ | ---------- | ------- |
| Benoît Musy        | Moto Guzzi |         |
| Willy Lips         | Norton     |         |
| Ernesto Vidal      | Norton     |         |
| Roger Montané      | Norton     |         |
| Ashley Len Parry   | Norton     |         |
| Cromie McCandless  | Norton     |         |
| Fergus Anderson    | Moto Guzzi |         |
| Tommy McEwan       | Norton     |         |
| Tommy Wood         | Norton     |         |
| Manliff Barrington | Norton     |         |
| Reg Armstrong      | AJS        |         |
| Sante Geminiani    | Moto Guzzi | †       |
| Len Perry          | Norton     |         |

### Top tien eindstand 500cc-klasse
| Pos | Coureur           | Merk       | Ptn.    |
| --- | ----------------- | ---------- | ------- |
| 1   | Geoff Duke        | Norton     | 35 (37) |
| 2   | Alfredo Milani    | Gilera     | 31      |
| 3   | Umberto Masetti   | Gilera     | 21      |
| 4   | Bill Doran        | AJS        | 14      |
| 5   | Nello Pagani      | Gilera     | 10      |
| 6   | Reg Armstrong     | AJS        | 9       |
| 7   | Fergus Anderson   | Moto Guzzi | 8       |
| 8   | Enrico Lorenzetti | Moto Guzzi | 8       |
| 9   | Tommy Wood        | Norton     | 6       |
| 9   | Ken Kavanagh      | Norton     | 6       |

## 350cc-klasse
Voor de derde keer op rij werd Ken Kavanagh tweede achter Geoff Duke. Het bracht hem op de vierde plaats in de eindstand. Jack Brett finishte als derde Norton-rijder voor Bill Doran met de AJS Boy Racer. Doran passeerde in de WK-stand Johnny Lockett.
| Pos | Coureur         | Merk      | Tijd      | Punten |
| --- | --------------- | --------- | --------- | ------ |
| 1   | Geoff Duke      | Norton    | 57"29'9   | 8      |
| 2   | Ken Kavanagh    | Norton    | +00'5     | 6      |
| 3   | Jack Brett      | Norton    | +40'8     | 4      |
| 4   | Bill Doran      | AJS       | +1"20'4   | 3      |
| 5   | Reg Armstrong   | AJS       | +1"20'4   | 2      |
| 6   | Rod Coleman     | AJS       | +1"21'1   | 1      |
| 7   | Les Graham      | Velocette | +1 ronde  |        |
| 8   | Tommy Wood      | Velocette | +1 ronde  |        |
| 9   | Bill Petch      | AJS       | +1 ronde  |        |
| 10  | Ray Amm         | Norton    | +1 ronde  |        |
| 11  | Bob Matthews    | Velocette | +1 ronde  |        |
| 12  | Roland Schnell  | Parilla   | +1 ronde  |        |
| 13  | Humphrey Ranson | AJS       | +2 ronden |        |

| Coureur    | Merk      | Oorzaak |
| ---------- | --------- | ------- |
| Bob Foster | Velocette | Gestopt |

| Coureur             | Merk       |
| ------------------- | ---------- |
| John Grace          | Norton     |
| Leonhard Faßl       | AJS        |
| Jack Raffeld        | Velocette  |
| Paul Fuhrer         | Velocette  |
| Fernando Aranda     | Moto Guzzi |
| Bill Lomas          | Velocette  |
| Cecil Sandford      | Velocette  |
| Johnny Lockett      | Norton     |
| Mick Featherstone   | AJS        |
| Sid Mason           | Velocette  |
| Simon Sandys-Winsch | Velocette  |

### Top tien eindstand 350cc-klasse
| Pos | Coureur        | Merk      | Ptn |
| --- | -------------- | --------- | --- |
| 1   | Geoff Duke     | Norton    | 40  |
| 2   | Bill Doran     | AJS       | 19  |
| 3   | Johnny Lockett | Norton    | 19  |
| 4   | Ken Kavanagh   | Norton    | 16  |
| 5   | Jack Brett     | Norton    | 15  |
| 6   | Les Graham     | Velocette | 14  |
| 7   | Reg Armstrong  | AJS       | 11  |
| 8   | Bill Petch     | AJS       | 10  |
| 9   | Cecil Sandford | Velocette | 9   |
| 10  | Tommy Wood     | Velocette | 8   |

## 250cc-klasse
De kleine kans die Tommy Wood nog had op de wereldtitel werd de grond in geboord door Enrico Lorenzetti, die hem met slechts 0,8 seconde verschil versloeg. Een overwinning van Wood was ook niet genoeg geweest, want Bruno Ruffo werd derde en wereldkampioen. De overwinning van Lorenzetti was niet genoeg om de inmiddels overleden Dario Ambrosini in de eindstand te passeren.
| Pos | Coureur           | Merk       | Tijd    | Punten |
| --- | ----------------- | ---------- | ------- | ------ |
| 1   | Enrico Lorenzetti | Moto Guzzi | 52"34'6 | 8      |
| 2   | Tommy Wood        | Moto Guzzi | +00'8   | 6      |
| 3   | Bruno Ruffo       | Moto Guzzi | +1"47'7 | 4      |
| 4   | Alano Montanari   | Moto Guzzi | +1"56'9 | 3      |
| 5   | Bruno Francisci   | Moto Guzzi | +2"07'9 | 2      |
| 6   | Guido Paciocca    | Moto Guzzi | +2"34'6 | 1      |

| Coureur         | Merk       | Oorzaak |
| --------------- | ---------- | ------- |
| Dario Ambrosini | Benelli    | †       |
| Gianni Leoni    | Moto Guzzi | †       |

| Coureur         | Merk       |
| --------------- | ---------- |
| Benoît Musy     | Moto Guzzi |
| Werner Gerber   | Moto Guzzi |
| Arthur Wheeler  | Velocette  |
| Bill Lomas      | Velocette  |
| Cecil Sandford  | Velocette  |
| Douglas Beasley | Velocette  |
| Fergus Anderson | Moto Guzzi |
| Fron Purslow    | Norton     |
| Maurice Cann    | Moto Guzzi |
| Norman Blemings | Excelsior  |
| Wilf Hutt       | Moto Guzzi |
| Nino Grieco     | Parilla    |

### Top tien eindstand 250cc-klasse
| Pos | Coureur             | Merk       | Ptn     |
| --- | ------------------- | ---------- | ------- |
| 1   | Bruno Ruffo         | Moto Guzzi | 22 (26) |
| 2   | Tommy Wood          | Moto Guzzi | 18 (21) |
| 3   | Dario Ambrosini (†) | Benelli    | 14      |
| 4   | Enrico Lorenzetti   | Moto Guzzi | 12      |
| 5   | Gianni Leoni (†)    | Moto Guzzi | 10      |
| 6   | Maurice Cann        | Moto Guzzi | 6       |
| 7   | Arthur Wheeler      | Velocette  | 6       |
| 8   | Benoît Musy         | Moto Guzzi | 3       |
| 8   | Wilf Hutt           | Moto Guzzi | 3       |
| 8   | Fergus Anderson     | Moto Guzzi | 3       |
| 8   | Alano Montanari     | Moto Guzzi | 3       |

## 125cc-klasse
De grootste bedreiging voor Carlo Ubbiali was Cromie McCandless, die slechts vier punten achterstand in het WK had. McCandless was echter kansloos, want hij werd op ruim twee minuten achterstand gereden en eindigde zelfs een minuut achter derde man Luigi Zinzani. In de WK-eindstand bleef McCandless zelfs nog achter de overleden Gianni Leoni, die postuum tweede werd.
| Pos | Coureur           | Merk      | Tijd      | Punten |
| --- | ----------------- | --------- | --------- | ------ |
| 1   | Carlo Ubbiali     | Mondial   | 44"26'2   | 8      |
| 2   | Romolo Ferri      | Mondial   | +51'4     | 6      |
| 3   | Luigi Zinzani     | Morini    | +1"02'9   | 4      |
| 4   | Cromie McCandless | Mondial   | +2"07'1   | 3      |
| 5   | Otello Spadoni    | Mondial   | +2"27'5   | 2      |
| 6   | Giuseppe Matucci  | MV Agusta | +2"27'8   | 1      |
| 7   | Vittorio Zanzi    | Morini    | +1 ronde  |        |
| 8   | Felice Benasedo   | Mondial   | +1 ronde  |        |
| 9   | Franco Bertoni    | MV Agusta | +1 ronde  |        |
| 10  | Emilio Mendogni   | Morini    | +1 ronde  |        |
| 11  | Georges Burggraf  | MV Agusta | +3 ronden |        |
| 12  | Rosati            | MV Agusta | +4 ronden |        |
| 13  | Wim Zijlaard      | MV Agusta | +4 ronden |        |

| Coureur          | Merk    | Oorzaak |
| ---------------- | ------- | ------- |
| Gianni Leoni     | Mondial | †       |
| Guido Leoni      | Mondial | †       |
| Raffaele Alberti | Mondial | †       |

| Coureur               | Merk      |
| --------------------- | --------- |
| José Antonio Elizalde | Montesa   |
| José Maria Llobet     | Montesa   |
| Juan Soler Bultó      | Montesa   |
| Les Graham            | MV Agusta |
| Nello Pagani          | Mondial   |

### Top tien eindstand 125cc-klasse
| Pos | Coureur              | Merk      | Ptn |
| --- | -------------------- | --------- | --- |
| 1   | Carlo Ubbiali        | Mondial   | 20  |
| 2   | Gianni Leoni (†)     | Mondial   | 12  |
| 3   | Cromie McCandless    | Mondial   | 11  |
| 4   | Luigi Zinzani        | Morini    | 10  |
| 5   | Guido Leoni (†)      | Mondial   | 8   |
| 6   | Vittorio Zanzi       | Morini    | 7   |
| 7   | Romolo Ferri         | Mondial   | 6   |
| 8   | Les Graham           | MV Agusta | 4   |
| 9   | Juan Soler Bultó     | Montesa   | 4   |
| 10  | Raffaele Alberti (†) | Mondial   | 3   |
| 10  | Nello Pagani         | Mondial   | 3   |

## Zijspanklasse
Eric Oliver/Lorenzo Dobelli en Ercole Frigerio/Ezio Ricotti stonden gelijk aan kop van het wereldkampioenschap, maar Frigerio/Ricotti komen in uitslag niet voor. Het is niet waarschijnlijk dat ze niet gestart zijn, maar de overwinning ging naar Albino Milani/Giuseppe Pizzocri, die Oliver 0,4 seconde voor bleven. De rest van het veld had het nakijken: Peter "Pip" Harris en Neil Smith stonden op het podium, maar waren op een ronde achterstand gereden. Eric Oliver, die ook - zonder succes - in de 500cc-race was gestart, scoorde zijn derde wereldtitel op rij.
| Pos | Coureur         | Bakkenist         | Merk       | Tijd      | Punten |
| --- | --------------- | ----------------- | ---------- | --------- | ------ |
| 1   | Albino Milani   | Giuseppe Pizzocri | Gilera     | 42"01'0   | 8      |
| 2   | Eric Oliver     | Lorenzo Dobelli   | Norton     | +00'4     | 6      |
| 3   | Pip Harris      | Neil Smith        | Norton     | +1 ronde  | 4      |
| 4   | Hans Haldemann  | Josef Albisser    | Norton     | +1 ronde  | 3      |
| 5   | Jacques Drion   | Bob Onslow        | Norton     | +1 ronde  | 2      |
| 6   | Jean Murit      | André Emo         | Norton     | +1 ronde  | 1      |
| 7   | Marcel Masuy    | Denis Jenkinson   | Norton     | +1 ronde  |        |
| 8   | Guido Galbiati  | Zabini            | Moto Guzzi | +1 ronde  |        |
| 9   | Renato Prati    | Marino Saguato    | Moto Guzzi | +2 ronden |        |
| 10  | Fritz Mühlemann | Marie Mühlemann   | Norton     | +2 ronden |        |
| 11  | Jean Debotze    | Onbekend          | Norton     | +3 ronden |        |
| 12  | Henry Meuwly    | Onbekend          | Gilera     | +3 ronden |        |
| 13  | Jakob Keller    | Gianfranco Zanzi  | Gilera     | +4 ronden |        |
| 14  | Roberto Besana  | Onbekend          | Onbekend   | +5 ronden |        |

| Coureur             | Bakkenist        | Merk          |
| ------------------- | ---------------- | ------------- |
| Ercole Frigerio     | Ezio Ricotti     | Gilera        |
| Giovanni Carrù      | Carlo Musso      | Carrù-Triumph |
| Ernesto Merlo       | Dino Magri       | Gilera        |
| Siegfried Vogel     | Leo Vinatzer     | BMW           |
| Cyril Smith         | Bob Onslow       | Norton        |
| Frans Vanderschrick | Jean-Marie Stas  | Norton        |
| René Bétemps        | Georges Burggraf | Triumph       |
| Alphonse Vervroegen | Pierre Cuvelier  | FN            |

### Top tien eindstand zijspanklasse
| Pos | Coureur         | Bakkenist         | Merk          | Ptn     |
| --- | --------------- | ----------------- | ------------- | ------- |
| 1   | Eric Oliver     | Lorenzo Dobelli   | Norton        | 30 (32) |
| 2   | Ercole Frigerio | Ezio Ricotti      | Gilera        | 26      |
| 3   | Albino Milani   | Giuseppe Pizzocri | Gilera        | 19      |
| 4   | Pip Harris      | Neil Smith        | Norton        | 8       |
| 5   | Jean Murit      | André Emo         | Norton        | 5       |
| 6   | Jacques Drion   | Bob Onslow        | Norton        | 5       |
| 7   | Ernesto Merlo   | Dino Magri        | Gilera        | 4       |
| 8   | Giovanni Carrù  | Carlo Musso       | Carrù-Triumph | 4       |
| 8   | Marcel Masuy    | Denis Jenkinson   | Norton        | 4       |
| 10  | Cyril Smith     | Bob Onslow        | Norton        | 3       |
| 10  | Hans Haldemann  | Josef Albisser    | Norton        | 3       |

1922 · 1923 · 1924 · 1925 · 1926 · 1927 · 1928 · 1929 · 1930 · 1931 · 1932 · 1933 · 1934 · 1935 · 1936 · 1937 · 1938 · 1939 · 1947 · 1948 · 1949 · 1950 · 1951 · 1952 · 1953 · 1954 · 1955 · 1956 · 1957 · 1958 · 1959 · 1960 · 1961 · 1962 · 1963 · 1964 · 1965 · 1966 · 1967 · 1968 · 1969 · 1970 · 1971 · 1972 · 1973 · 1974 · 1975 · 1976 · 1977 · 1978 · 1979 · 1980 · 1981 · 1982 · 1983 · 1984 · 1985 · 1986 · 1987 · 1988 · 1989 · 1990